# 錢之選
錢之選（1518年—？），字舜臣，遼東鐵嶺衛民籍直隸常熟縣人，明朝政治人物。

## 生平
嘉靖二十八年（1549年）己酉科順天府鄉試第二十六名舉人。嘉靖二十九年（1550年）中式庚戌科會試第四十二名，廷試三甲第二百零六名進士。擔任晋江县知縣。其性情聰敏，不為權貴所壓，并驅逐倭寇。

## 家族
曾祖錢泰；祖父錢元袊；父錢表，母王氏。严侍下。從兄錢庶（同科進士）。弟之逵。